# Папська жандармерія
Корпус жандармерії міста-держави Ватикан (італ. Corpo della Gendarmeria dello Stato della Città del Vaticano) — жандармерія (поліція) та сили безпеки Ватикану. Заснований у 1816 році Папою Римським Пієм VII як Корпус жандармів, перейменований у 1970 році на Центральне управління безпеки, у 1991 році — на Корпус безпеки, а у 2002 році повернув собі первісну назву.
Станом на 2017 рік корпус налічував 130 осіб. Його очолює генеральний інспектор Джанлука Гауцці Брокколетті, який служить в жандармерії Ватикану з 1995 року і який був призначений заступником керівника в 2018 році. Він був призначений Папою Франциском 15 жовтня 2019 року.